# Темномеров, Аполлоний Михайлович
Аполло́ний Миха́йлович Темноме́ров (1867, село Великая Губа, Петрозаводский уезд, в Олонецкой губернии — 1933, Краснодар) — протоиерей, деятель Русской православной церкви.

## Церковный писатель
Родился в семье священника. Окончил Санкт-Петербургскую духовную академию (1892) со степенью кандидата богословия. Был оставлен при академии в качестве профессорского стипендиата. Преподавал в Санкт-Петербургской духовной семинарии.
В 1898 году рукоположён в сан священника в церкви Санкт-Петербургской духовной семинарии. С 1900 — священник Николаевской инженерной академии, кроме того с 1899 — помощник наблюдателя по преподаванию Закона Божьего в Санкт-Петербургских начальных училищах. Автор учебника по Закону Божьему («Наставление в Законе Божием»), который был одобрен Святейшим Синодом и выдержало много изданий. Написал ряд других учебных работ: «Священная история Нового Завета с примечаниями к Евангельскому тексту» (СПб., 1903), «Священная история Ветхого Завета» (СПб., 1916; переиздана в 1990).
Автор единственного в русской православной литературе обобщающего труда, посвящённого учению Ветхого и Нового Завета о посмертном бытии: «Учение Священного Писания о смерти, загробной жизни и воскресении из мёртвых» (СПб., 1899). Был широко известен как одарённый проповедник. За отлично-усердную службу и особые труды, понесённые по обстоятельствам военного времени Всемилостивейше пожалован орденом Святого Владимира III степени 16 января 1917 года.

## Священник на Кубани
В мае 1918 года переехал в Анапу, служил священником и преподавал историю и латинский язык в гимназии. В этом же году произнёс слово на смерть генерала М. В. Алексеева, которое потом долго ходило в печатных листках среди анапчан. В 1919 на молебне около Кубанской часовни при массовом стечении народа и военнослужащих Добровольческой армии анафематствовал советскую власть.
В 1920—1924 — настоятель Покровской церкви села Киевского, Крымского района. Часто посещал хутора села Киевского и, собирая баптистов, под предлогом религиозных диспутов доказывал несостоятельность и утопичность социализма и коммунизма. Присоединился к обновленческому движению, был одним из наиболее авторитетных его представителей в регионе. С 1924 служил в Краснодаре, встречался со священниками «тихоновской» церкви (в том числе с протоиереем Александром Пурлевским, будущим епископом Фотием), что способствовало его отходу от обновленчества.
Участник обновленческого собора 1925, после которого перешёл в Патриаршую церковь, принеся покаяние. Современники утверждали, что он плакал во время принесения покаяния, как и многие присутствовавшие в храме. В проповедях обличал обновленцев в том, что они пользуются поддержкой советской власти. После ухода от обновленцев служил сначала в Георгиевском храме Краснодара, затем в молитвенном доме на Дубинке. Пользовался популярностью среди интеллигенции. Негативно относился к Декларации митрополита Сергия (Страгородского), но оставался в его юрисдикции.
Арестован 24 января 1933 года. Расстрелян по «делу архиепископа Феофила (Богоявленского)» в том же году (приговор был вынесен в апреле).